# Psychodinae
Psychodinae es una subfamilia de moscas de la familia Psychodidae.
Miden 1,5 a 4 mm. Como la mayoría de sus parientes viven en ambientes húmedos; algunos se encuentran en cuevas. Las larvas son acuáticas o semiterrestres, se alimentan de algas, hongos o bacterias. Las larvas juegan un papel importante en el saneamiento de aguas de cloacas. Los imagos o adultos se alimentan de savia de plantas, aguas de desecho o néctar o no se alimentan. Las hembras depositan treinta a doscientos huevos. Se encuentran en la mayor parte del mundo, incluyendo algunas islas subantárticas. Se los suele encontrar en los baños, alcantarillas y cloacas.

## Tribus y géneros
- Maruinini Enderlein, 1937
  - Alloeodidicrum Duckhouse, 1990
  - Didicrum Enderlein, 1937
  - Eremolobulosa Duckhouse, 1990
  - Maruina Müller, 1895
  - Paratelmatoscopus Satchell, 1953
  - Rotundopteryx Duckhouse, 1990
- Setomimini Vaillant, 1982
  - Arisemus Satchell, 1955
  - Australopericoma Vaillant, 1975
  - Balbagathis Quate, 1996
  - Lobulosa Szabo, 1960
  - Neoarisemus Botosaneanu & Vaillant, 1970
  - Parasetomima Duckhouse, 1968 
  - Platyplastinx Duckhouse, 1968 [2]
  - Setomima Enderlein, 1937
  - Tonnoiriella Vaillant, 1982
- Mormiini Enderlein, 1937
  - Atrichobrunettia Satchell, 1953
  - Brunettia Annandale, 1910
  - Gerobrunettia Quate & Quate, 1967
  - Mormia Enderlein, 1935
- Paramormiini Enderlein, 1937
  - Clogmia Enderlein, 1937
  - Eurygarka Quate, 1959
  - Feuerborniella Vaillant, 1974
  - Panimerus Eaton, 1913
  - Paramormia Enderlein, 1935
  - Peripsychoda Enderlein, 1935
  - Philosepedon Eaton, 1904
  - Telmatoscopus Eaton, 1904
  - Threticus Eaton, 1904
  - Trichopsychoda Tonnoir, 1922
  - Vaillantodes Wagner, 2002
- Pericomaini Enderlein, 1935
  - Bazarella Vaillant, 1961
  - Berdeniella Vaillant, 1976
  - Boreoclytocerus Duckhouse, 1978
  - Breviscapus Quate, 1955
  - Clytocerus Eaton, 1904
  - Lepidiella Enderlein, 1937
  - Notiocharis Eaton, 1913
  - Pericoma Haliday, in Walker, 1856
  - Pneumia Enderlein, 1935
  - Saraiella Vaillant, 1981
  - Stupkaiella Vaillant, 1973
  - Szaboiella Vaillant, 1979
  - Thornburghiella Vaillant, 1982
  - Ulomyia Walker, 1856 (= Saccopterix Haliday, en Curtis, 1839, preocupado)
- Psychodini Quate, 1959
  - Epacretron Quate, 1965
  - Psychoda Latreille, 1796 
  - Tinearia Schellenberg, 1803